# Nikon D40
Die Nikon D40 ist eine digitale Spiegelreflexkamera des japanischen Herstellers Nikon, die im Dezember 2006 in den Markt eingeführt wurde. Der Hersteller richtete sie an Einsteiger-Fotografen.

## Technische Merkmale
Der 6,24-Megapixel-Bildsensor erlaubt Aufnahmen mit maximal 3008 × 2000 Pixeln. Er besitzt eine Größe von 23,6 mm × 15,8 mm (Herstellerbezeichnung DX-Format) und stammt vom japanischen Hersteller Sony. Die Bilder können entweder als JPEG mit 24 Bit Farbtiefe oder verlustfrei als proprietäres RAW (NEF-Format) mit 36 Bit Farbtiefe (12 Bit pro Farbkanal) abgespeichert werden.
Die Belichtungszeit kann von 1/4000 bis 30 Sekunden eingestellt werden. Eine Möglichkeit der Langzeitbelichtung (Bulb) und ein Selbstauslöser sind ebenso vorhanden. Auch über eine IR-Fernbedienung ist die Kamera auslösbar. Dies bietet den Vorteil, dass der Auslöser nicht gedrückt gehalten werden muss. Die Kamera besitzt eine Blitzsynchronzeit von 1/500 Sekunde. Die Serienbildrate liegt bei bis zu 2,5 Bildern/Sekunde (bei abgeschalteter Rauschreduzierung und nicht im Modus HI-1), die im JPEG-Modus unbegrenzt gehalten wird.
Die Kamera bietet einen einstellbaren Belichtungsindex 200 bis 1600. Zusätzlich ist der Modus HI-1 einstellbar, in dem das Bildsignal ISO-3200-entsprechend verstärkt wird. Hierbei muss vermehrtes Bildrauschen in Kauf genommen werden.
Objektive, die an der Kamera betrieben werden sollen, müssen über einen eigenen Autofokusmotor verfügen, wenn automatisch fokussiert werden soll. Dies ist mit den herstellereigenen Objektivreihen AF-S und AF-I möglich.
Ferner besitzt die Kamera folgende Merkmale: Einen 2,5 Zoll großen Monitor, einen eingebauten Blitz mit einer Leitzahl von 17, drei Autofokus-Messfelder, sowie diverse Funktionen zum nachträglichen Bearbeiten von Bildern in der Kamera.
Der Vertrieb der Kamera erfolgte anfangs nur als „Kit“ mit dem Objektiv AF-S DX 18–55mm f/3.5–5.6G ED II. Später konnte der Body auch einzeln erworben werden.

## ModellvarianteNikon D40x
Im Frühjahr 2007 wurde vom Hersteller eine Variante der oben beschrieben Kamera eingeführt. Diese verfügt über einen anderen CCD-Sensor mit einer Auflösung von 10,2 Megapixeln (3872 × 2592 Pixel) und eine Bildrate von 3 Bildern pro Sekunde (D40: 2,5 Bilder). Die Blitzsynchronzeit wurde durch den mechanischen Verschluss auf 1/200 Sekunde verlängert. Die Empfindlichkeit des Sensors beginnt bereits beim Belichtungsindex ISO 100.
Beide Kameras wurden vom Hersteller parallel vermarktet. Das Modell D40x wird seit Ende 2008 nicht mehr von Nikon angeboten.

## Galerie

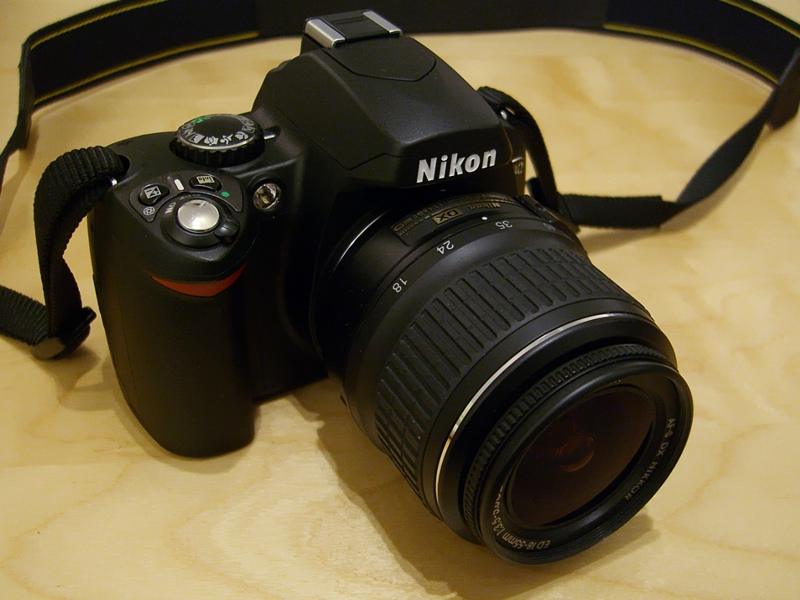
Frontansicht
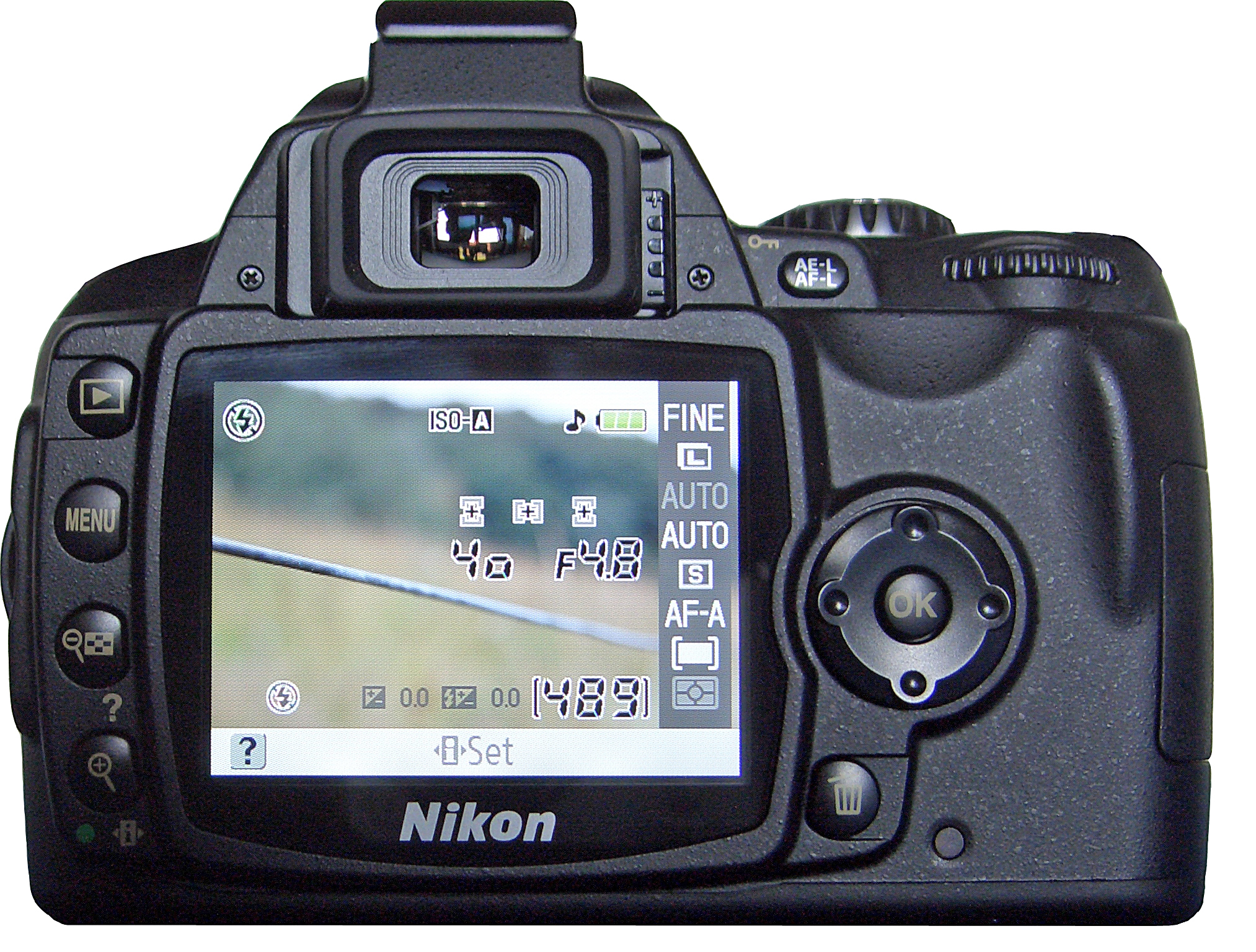
Rückansicht
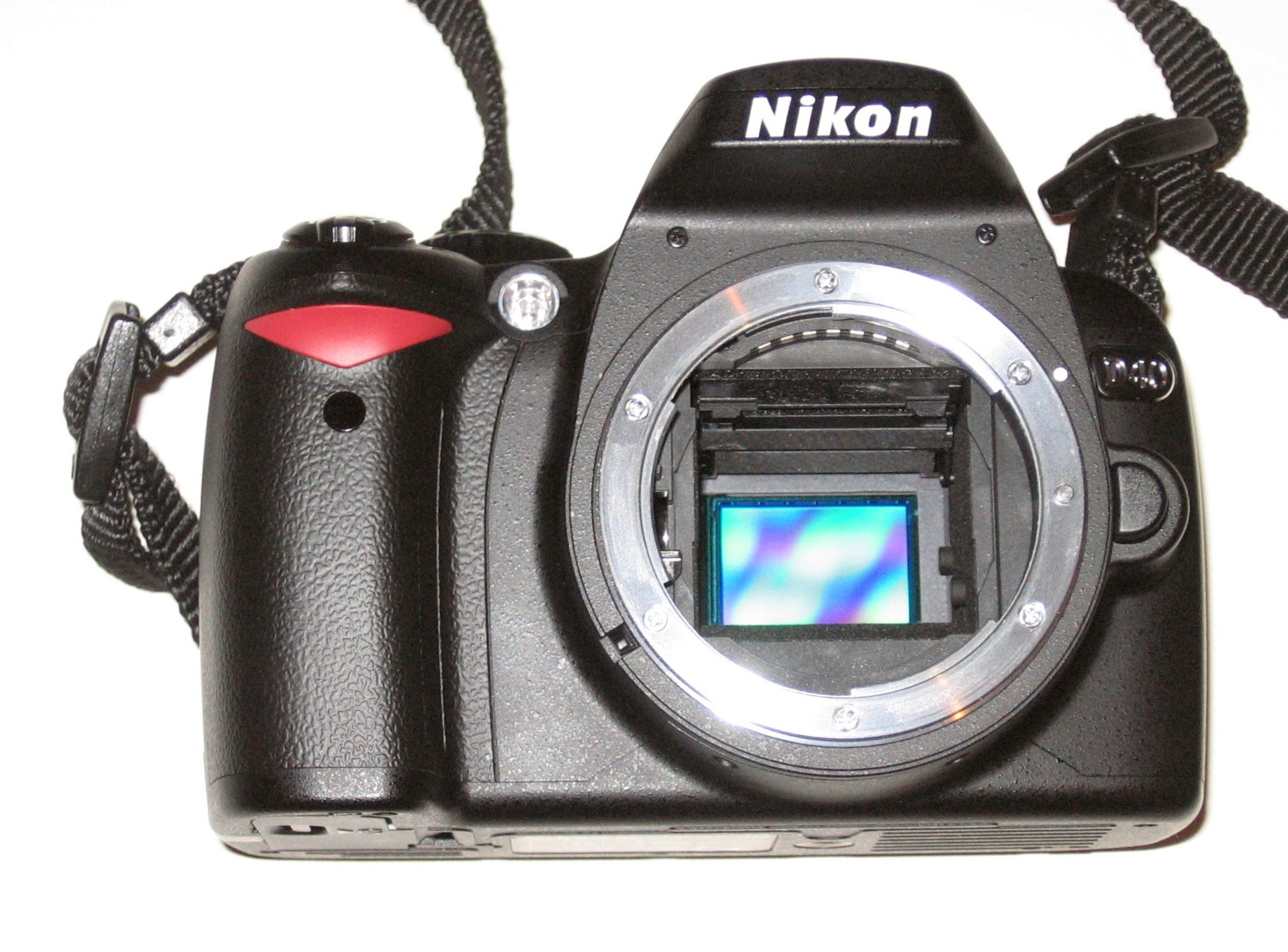
Sichtbarer Bildsensor
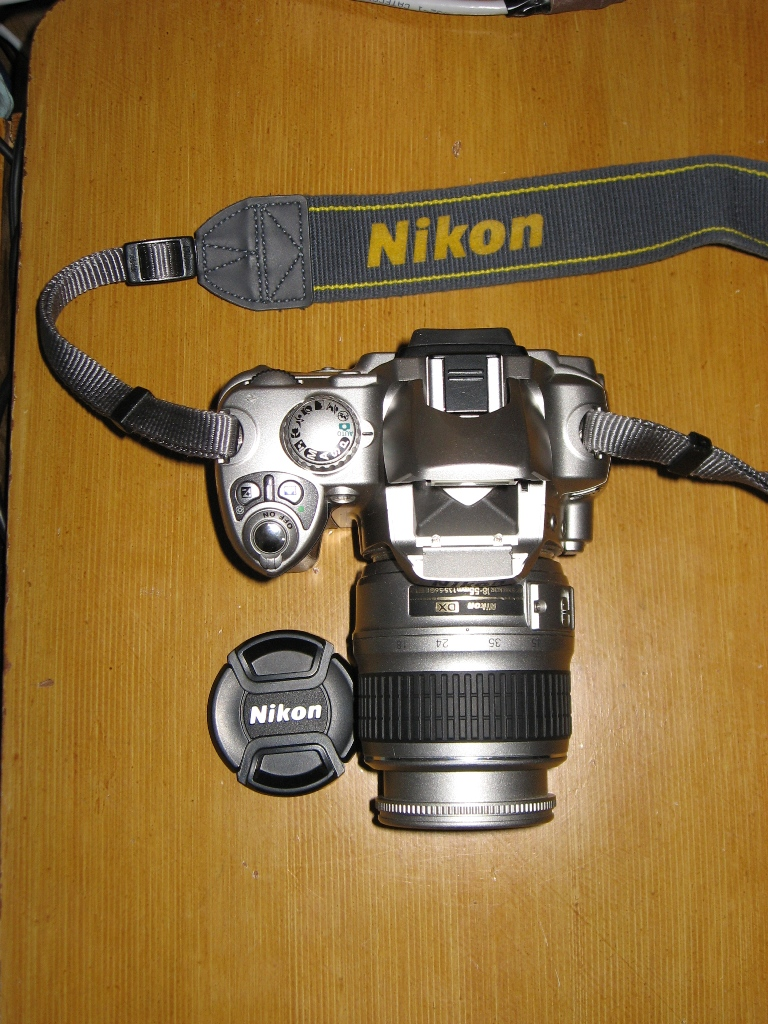
Nikon D40 in silber